# Komosse (västra)
Komosse (västra) este o arie protejată (arie specială de conservare — SAC, sit de importanță comunitară — SCI, arie de protecție specială avifaunistică — SPA) din Suedia întinsă pe o suprafață de 2.833 ha, integral pe uscat.

## Localizare
Centrul sitului Komosse (västra) este situat la coordonatele 57°42′39″N 13°40′56″E / 57.7109°N 13.6823°E.

## Înființare
Situl Komosse (västra) a fost declarat sit de importanță comunitară în decembrie 1995 pentru a proteja 7 specii de animale. Alte tipuri de protecție:
- arie de protecție specială avifaunistică (în martie 1996)[2]
- arie specială de conservare (în martie 2011)[1][3][4]

## Biodiversitate
Situată în ecoregiunea boreală, aria protejată conține 5 habitate naturale: Taiga vestică, Turbării active, Mlaștini turboase de tranziție și turbării mișcătoare, Mlaștini împădurite, Lacuri și iazuri distrofice naturale.
La baza desemnării sitului se află mai multe specii protejate de  păsări (7): cufundar mic (Gavia stellata), cocor (Grus grus), bătăuș (Philomachus pugnax), ploier auriu (Pluvialis apricaria), cocoșul de mesteacăn (Tetrao tetrix tetrix),  cocoș de munte (Tetrao urogallus), fluierar de mlaștină (Tringa glareola).